# Nephelomyias
Nephelomyias är ett fågelsläkte i familjen tyranner inom ordningen tättingar. Släktet omfattar tre arter med utbredning i Sydamerika från Colombia till nordvästra Bolivia:
- Stilig tyrann (N. pulcher)
- Orangebandad tyrann (N. lintoni)
- Ockrabröstad tyrann (N. ochraceiventris)

Arterna i släktet placerades tidigare i Myiophobus.